# Maurizio Serra
Maurizio Enrico Luigi Serra (Londra, 3 giugno 1955) è un diplomatico e scrittore italiano, membro dell'Académie française; è il primo italiano diventato "Immortel", il titolo che viene conferito a ognuno dei membri dell'Académie française.

## Biografia
Nato a Londra nel 1955, figlio di Enrico Serra, dal 1972 al 1992 capo del servizio storico e documentazione del Ministero degli Affari Esteri, e della vicentina Jolanda Fincato, Maurizio Serra si è laureato in scienze politiche presso l'Università di Roma nel 1977 ed è entrato nella carriera diplomatica nel 1978. 
È stato Console Aggiunto a Berlino dal 1981 al 1984 e successivamente Primo Segretario a Mosca ai tempi dell’Unione Sovietica dal 1984 al 1986.
È stato consigliere presso l'Ambasciata d'Italia a Londra ed ha ricoperto l'incarico di direttore esecutivo aggiunto per l'Italia presso la Banca europea per la ricostruzione e lo sviluppo dal 1991 al 1996. Ha diretto l’Istituto diplomatico "Mario Toscano" del Ministero degli Affari esteri dal 2000 al 2008, dando un forte impulso alla formazione dei diplomatici e del personale del Ministero. Nel 2010 è stato nominato ambasciatore all’UNESCO a Parigi e ha concluso la carriera come ambasciatore all’ONU a Ginevra.
Ha insegnato Storia delle relazioni internazionali alla Luiss di Roma.
È autore di numerosi saggi ed articoli. Tra i suoi libri, spiccano la biografia di Curzio Malaparte, per la quale ha vinto il Premio Goncourt per la biografia, quella di Italo Svevo e quella di Gabriele D'Annunzio. Nel 2008, con il volume Fratelli Separati. Drieu-Aragon-Malraux (ed. Settecolori), ha vinto il XLI Premio Acqui Storia. Nel 2018 ha ricevuto il Prix Prince-Pierre-de-Monaco per l’insieme della sua opera.
Il 9 gennaio 2020 viene eletto all’Académie française. È il primo italiano a ricoprire la prestigiosa carica a vita dell'istituzione culturale di Parigi. Siede nel 13° scranno (fauteuil 13), prendendo il posto di Simone Veil, che divenne immortelle nel 2008.
Nel 2022 gli è stata conferita la laurea magistrale honoris causa in Giurisprudenza dall'Università degli Studi di Torino.

## Opere

### Saggistica
- Una cultura dell'autorità. La Francia di Vichy, Collana Biblioteca di Cultura moderna, Bari, Laterza, 1980, ISBN 978-88-420-1682-3. - Collana Biblioteca di Nuova Storia Contemporanea, Firenze, Le Lettere, 2011, ISBN 978-88-608-7488-7.
- L'esteta armato. Il Poeta-Condottiero nell'Europa degli anni Trenta, Bologna, Il Mulino, 1990. - Nuova edizione riveduta e ampliata, La Finestra Editrice, 2015, ISBN 978-88-95925-54-7.
- La ferita della modernità. Intellettuali, totalitarismo e immagine del nemico, Collana Saggi n.393, Bologna, Il Mulino, 1992, ISBN 978-88-150-3680-3.
- Al di là della decadenza. La rivolta dei moderni contro l'idea della fine, Collana Saggi, Bologna, Il Mulino, 1994, ISBN 978-88-150-4676-5.
- François Fejtő-M. Serra, Il passeggero del secolo. Guerre, Rivoluzioni, Europe (Le Passager du siècle, 1999), traduzione di Aridea Fezzi Price, Collana La Nuova Diagonale, Palermo, Sellerio, 2001, ISBN 978-88-389-1677-9.
- L'inquilino del Quai d'Orsay, Collana La Nuova Diagonale, Palermo, Sellerio, 2002, ISBN 978-88-389-1771-4.
- Dopo la caduta. Episodi del Novecento, Collana Transizioni, Ideazione, 2004, ISBN 978-88-888-0037-0.
- Fratelli separati. Drieu, Aragon, Malraux, a cura di M. Cabona, S. Pallaga, M. Grillo, Collana Solitudini, Edizioni Settecolori, 2007, ISBN 978-88-902-3670-9. - Collana Foglie d'erba, Milano, Settecolori, 2021, ISBN 978-88-96986-47-9.
- Marinetti et la révolution futuriste, trad. de Carole Cavallera, Paris, Éditions de L’Herne, coll. « Carnets de l'Herne », 2008, 115 p. ISBN 978-2-85197-881-3.
- Guido Piovene. Il diavolo e l'acquasanta, Collana Luoghi, Liaison, 2009, ISBN 978-88-955-8608-3.
- Malaparte. Vite e leggende (Malaparte, vies et légendes, 2011; ed. riveduta e aumentata, 2012), traduzione di Alberto Folin, Collana I nodi, Venezia, Marsilio, 2012, ISBN 978-88-317-1332-0. - Collana UEF, Milano, Feltrinelli, 2021, ISBN 978-88-297-1014-0.
- Antivita di Italo Svevo, Collana Biblioteca, Torino, Nino Aragno Editore, 2017, ISBN 978-88-841-9928-7.
- L'Imaginifico. Vita di Gabriele D'Annunzio, Collana I narratori delle tavole, Vicenza, Neri Pozza, 2019, ISBN 978-88-545-1794-3.
- Il caso Mussolini, Collana I colibrì, Vicenza, Neri Pozza, 2021, ISBN 978-88-545-2312-8.
- (FR) Munich 1938: la paix impossible, Paris, Perrin, 2024, ISBN 9782262099770.

### Romanzi
- Amori diplomatici. Un romanzo in tre movimenti (Amours diplomatiques, 2020), Venezia, Marsilio, 2021, ISBN 978-88-297-0794-2.
- (FR) Visiteur, Paris, Grasset, 2023, ISBN 978-2246832621.

## Riconoscimenti
- 2000, Prix des Ambassadeurs con François Fejtö per il loro libro Le passager du siècle
- 2008, Prix du Rayonnement de la langue et de la littérature française per il libro Les frères séparés: Drieu La Rochelle, Aragon et Malraux face à l'histoire
- 2011, Prix Casanova e Prix Goncourt per le biografie, con il libro Malaparte, vies et légendes
- 2018, Prix de la Fondation Prince Pierre de Monaco per l'insieme della sua opera
- 2018, Prix Chateaubriand per il libro D'Annunzio le magnifique [12]
- 2019, Prix de l'Académie des Littératures per il libro D'annunzio le magnifique
- 2020, Premio internazionale Viareggio per l'insieme della sua opera
- 2024, Premio Prezzolini Firenze, per essersi distinto nel campo della letteratura[13]
- 2025, Premio L’officina del Vittoriale, per il libro L’Imaginifico. Vita di Gabriele d'Annunzio[14]
- 2025, Premio letterario "Alberto Arbasino", per la sua vasta attività letteraria[15]